# Jihovýchodní anatolský projekt
Jihovýchodní anatolský projekt (turecky Güneydoğu Anadolu Projesi, GAP) je regionální rozvojový projekt turecké vlády na vybudování systému 22 přehrad a 19 vodních elektráren na řekách Eufrat a Tigris. Projekt vznikl již v sedmdesátých letech dvacátého století a do současné doby nebyl zcela dokončen. Od roku 1997 se na projektu podílí i Rozvojový program OSN (UNDP). GAP se týká devíti provincií Jihovýchodní Anatolie, která představuje asi 10% celkové plochy Turecka, přičemž většinu obyvatel této oblasti tvoří Kurdové. Hlavním cílem projektu je zvýšení životní úrovně obyvatel v této chudé oblasti a snížení nerovností v porovnání se zbytkem Turecka.

## Cíle projektu
Území jihovýchodního Turecka má mnoho socioekonomických problémů. Oblast je jednou z nejchudších v Turecku. Z hospodářství zde převládá zemědělství, které se na tvorbě tamního HDP podílí z jedné třetiny. Lidé z této oblasti se průměrně dožívají nižšího věku, jsou méně gramotní a ukazatel HDP na obyvatele je v porovnání se zbytkem Turecka nižší o polovinu. GAP je tedy rozvojový projekt, který má díky vybudování zavodňovacího systému pomoci místním zemědělcům, kteří by tak měli mít lepší přístup k vodě, sloužící k zavlažování zemědělské půdy. Tím by se měl navíc zvýšit počet lidí, pracujících v tomto odvětví, a tedy by došlo ke snížení nezaměstnanosti v regionu. To by přispělo ke snížení regionálních disparit, k dosažení ekonomického růstu a sociální stability. Od roku 1998 se s vydáním Akčního plánu rozšiřují i cíle projektu. Nově se GAP věnuje i tématům jako rozvoj vzdělávání, budování infrastruktury, či zlepšování zdravotní péče.

## Kritika projektu
Při budování systému přehrad a vodních nádrží dochází k zatopení přilehlých měst a vesnic. Lidem, žijícím na daném území tedy hrozí, že budou nuceni opustit svá obydlí. Odhaduje se, že jenom do roku 2004 bylo z tohoto důvodu přemístěno mezi 200 a 350 tisíci lidmi. Otázkou zůstává, jestli je těmto lidem poskytnuta adekvátní finanční náhrada. V těchto oblastech se také nachází mnoho cenných historických památek, které jsou tak v důsledku zatopení zničeny.
Projekt stále pokračuje, přičemž se uvádí, že výstavba hydroelektráren je téměř kompletní, zatímco zavlažovací projekty jsou hotovy jen asi z 20%. Projekt je z tohoto důvodu kritizován, že se zaměřuje na zajišťování dodatečných zdrojů energie spíše, než na zlepšení životní úrovně tamních obyvatel.
Nejvíce je projekt kritizován kvůli dopadu budování vodních nádrží na snižování průtoku řek Eufrat a Tigris. Jelikož obě řeky pramení v Turecku, dále protékají Sýrií a ústí v Iráku, všechny vodní projekty budované v Turecku mají vliv na omezování množství vody proudící do států na dolním toku obou řek. Řeky na území blízkého východu znamenají jeden z nejdůležitějších zdrojů pitné vody a jakékoliv jejich omezení představuje pro státy velký problém. Jihovýchodní anatolský projekt byl v této souvislosti v minulosti příčinou zvýšeného napětí mezi těmito třemi státy.

## Akční plán 2014-2018
Nejnovější akční plán projektu GAP, který byl vydán na období roku 2014-2018 má za cíl zvýšení životní úrovně a zajištění míru a stability v Jihovýchodní Anatolii. Vláda stanovila pět rozvojových oblastí, na které se projekt v tomto období zaměřuje. Jsou jimi:

I. Zrychlování ekonomického rozvoje

II. Posilování sociálního rozvoje

III. Zlepšování obyvatelnosti městských center

IV. Zlepšování infrastruktury

V. Budování kapacity institucí